# ريتش بيك
ريتش بيك (بالإنجليزية: Rich Beck)‏ هو لاعب كرة قاعدة أمريكي، ولد في 21 يناير 1941 في باسكو في الولايات المتحدة.

## وصلات خارجية
- ريتش بيك على موقعبيزبول رفرنس.كوم (الدوري الرئيسي) (الإنجليزية)
- ريتش بيك على موقعبيزبول رفرنس.كوم (الدوري الثانوي) (الإنجليزية)
- ريتش بيك على موقع جمعية أبحاث البيسبول الأمريكية (الإنجليزية)
- ريتش بيك على موقع مشجعي الرسوم البيانية (الإنجليزية)